# Micrathena coroico
Micrathena coroico är en spindelart som beskrevs av Levi 1985. Micrathena coroico ingår i släktet Micrathena och familjen hjulspindlar.
Artens utbredningsområde är Bolivia. Inga underarter finns listade i Catalogue of Life.